# Gendarmerie mobile
La Gendarmerie mobile - GM (in italiano: Gendarmeria mobile) è una suddivisione della Gendarmerie nationale francese la cui missione principale è mantenere l'ordine pubblico (dal controllo della folla al controllo antisommossa) e la sicurezza generale. Contrariamente alla Gendarmerie départementale, la cui giurisdizione è limitata a parti specifiche del territorio, la Gendarmerie mobile può operare ovunque in Francia e anche all'estero poiché la Gendarmerie è una componente delle Forze Armate francesi. Sebbene il termine "mobile" sia stato utilizzato in tempi diversi nel XIX secolo, la moderna Gendarmerie mobile è stata creata nel 1921.
La Gendarmeria mobile è soprannominata la jaune (la gialla) a causa delle sue insegne di grado d'oro, il colore tradizionale della fanteria nell'esercito francese (la Gendarmeria départementale, come la maggior parte dei rami della Gendarmerie, indossa le insegne d'argento della cavalleria e di altre armi a cavallo).
La Gendarmerie mobile viene spesso confusa con la Compagnie républicaine de sécurité (CRS) della Police nationale, poiché alcune delle sue missioni sono simili, ma hanno uno status diverso, militare per i gendarmi e civile per la CRS.

## Storia
Il termine "mobile" è stato utilizzato più volte nel XVIII e XIX secolo per nominare varie unità della gendarmeria o miste gendarmeria-esercito: battaglioni mobili, colonne mobili ecc. impegnate in compiti di ordine pubblico. All'inizio del XX secolo ci si rese conto che c'era bisogno di una forza intermedia tra Polizia ed Esercito, che fino ad allora era stata spesso chiamata in caso di difficoltà, molto spesso con esiti disastrosi (fraternizzazione in pochi casi, violenza eccessiva nella maggior parte degli altri). La Gendarmeria ha anche contribuito ai plotoni composti da gendarmi in servizio temporaneo prelevati dalle brigate locali ma questi uomini non avevano ricevuto una formazione specifica nel controllo della folla, non erano sotto il comando dei loro ufficiali regolari e questo servizio non era popolare in quanto portava via gli uomini dalle brigate per settimane consecutive e interrompeva notevolmente il servizio. Tuttavia, molti legislatori erano riluttanti a creare una forza dedicata che pensavano, sarebbe stata costosa e avrebbe potuto diventare una nuova guardia pretoriana.
A partire dal 1917, la Provost Gendarmerie (un ramo della Gendarmerie istituito come forza di polizia militare per tutta la durata della guerra) fu spesso utilizzata nel controllo della folla e nei compiti di controllo antisommossa durante le manifestazioni, anche nelle grandi città lontane dal fronte.
Nel 1921 si decise infine di creare i "Pelotons de gendarmerie mobile" nella Gendarmerie départementale. I plotoni, a cavallo oa piedi, erano composti da 40 gendarmi (60 nella regione di Parigi). Nel 1926, i plotoni formarono la "Garde Républicaine mobile" (GRM), che divenne un ramo separato della Gendarmerie nel 1927, i plotoni divennero parte di compagnie e legioni. Nel 1940, la GRM era una forza di 21.000 persone, composta da 14 legioni, 54 gruppi di compagnie e 167 compagnie.
A lungo fu l'unica grande forza specializzata nel mantenere o ripristinare la legge e l'ordine durante manifestazioni o rivolte. La GRM ha progressivamente sviluppato la dottrina e le abilità necessarie in quel ruolo: esercitare moderazione, evitare il confronto il più a lungo possibile, lasciare sempre una "porta di uscita" per il folla ecc.
Più di 6.000 gendarmi della GRM hanno combattuto nel 1940 o in unità di combattimento della Gendarmerie o come personale distaccato presso l'esercito. Dopo l'armistizio del 1940, i tedeschi chiesero che la GRM fosse abolita. Fu creata una nuova organizzazione, composta da 6.000 persone, chiamata "La Garde", separata dalla Gendarmerie, composta principalmente da ex gendarmi della GRM e fu unita, prima all'esercito francese minimo che rimaneva nella zona non occupata, poi dopo che l'intero paese fu occupato sulla scia degli sbarchi alleati in Africa nel novembre 1942, al Ministero dell'interno. Essendo assegnata al ramo di cavalleria dell'esercito, la Garde ha scambiato le sue compagnie per squadroni.
Dopo la Liberazione, la Garde fu sciolta e la GMR fu ricreata all'interno della Gendarmerie con la nuova designazione di Garde républicaine Nel 1954 acquisì l'attuale nome di Gendarmerie mobile.
La Garde républicaine/Gendarmerie mobile ha servito durante i conflitti sia in Indocina che in Algeria. Nella Francia metropolitana, le sue missioni principali sono rimaste la prima, quella di mantenere l'ordine pubblico durante le manifestazioni e la seconda, quella di assistere la gendarmerie départementale nelle sue missioni di sicurezza generale. Un'ulteriore missione durante la Guerra Fredda fu la Défense opérationnelle du Territoire (DOT) o difesa operativa territoriale contro elementi nemici o sovversivi infiltrati, per i quali la Gendarmerie mobile era parzialmente equipaggiata con veicoli blindati e carri armati. Durante gli anni del dopoguerra, tutti i nuovi gendarmi iniziarono la loro carriera nella gendarmerie mobile.
Nel 2009 la Gendarmerie, pur rimanendo parte dell'Armée française, è stata annessa al Ministero dell'interno, che già vigilava sulla Police Nationale, senza modifiche alle sue missioni. Come conseguenza di tale cambiamento, il processo formale di requisizione di cui il Ministero dell'interno aveva bisogno per utilizzare le forze della Gendarmeria mobile (proprio come qualsiasi altra forza militare) non viene più utilizzato.

## Funzioni
Le principali responsabilità della GM includono:
- controllo della folla e sicurezza durante manifestazioni ed eventi pubblici
- controllo antisommossa
- rafforzamento della gendarmerie départementale nelle sue missioni di sicurezza generale
- scorta di convogli ad alto rischio (grandi trasferimenti di denaro, convogli di scorie nucleari ecc.)
- protezione dei siti ad alto rischio (ambasciate statunitensi e israeliane ecc.)
- partecipazione a missioni delle forze armate francesi all'estero (chiamate "operazioni esterne" o Opex).

## Organizzazione
L'organizzazione territoriale della GM è la seguente:
- 7 "Regioni di Gendarmeria Zonale" corrispondenti alle 7 Zone metropolitane di difesa nazionale.
- 18 Gruppi di Gendarmeria mobile (in francese: Groupements de gendarmerie mobile) di cui 1 raggruppamento corazzato con sede a Satory, vicino a Versailles, nell'area parigina.
- 109 squadroni (in francese: Escadrons de gendarmerie mobile o EGM), ciascuno guidato da un maggiore (in francese: chef d'escadron) o da un capitano (in francese: capitaine).
- 1 Groupe d'intervention de la gendarmerie nationale (GIGN) con sei filiali GIGN metropolitane. Le sue missioni includono la lotta al terrorismo, il salvataggio di ostaggi, la sorveglianza delle minacce nazionali, la protezione dei funzionari governativi e la lotta alla criminalità organizzata. Il GIGN è in grado di schierare una squadra di salvataggio di ostaggi di 200 uomini per gestire una grave crisi.
- ca. 12.000 dipendenti.

La gendarmerie dispone di una struttura di addestramento dedicata, il centro di addestramento delle forze della gendarmeria nazionale (in francese: Centre national d'entraînement des force de gendarmerie), a Saint-Astier (Dordogna), che riproduce un ambiente urbano. Ogni squadrone segue un corso di aggiornamento di due settimane sulle tecniche antisommossa ogni due anni.
Tra 18 a 20 dei 109 squadroni sono schierati permanentemente a rotazione nei dipartimenti e territori francesi d'oltremare.
Fino al 2015, c'erano squadroni di gendarmeria mobile di riserva, ma sono stati disattivati e tutto il personale di riserva è ora raggruppato in unità di gendarmeria dipartimentale di riserva.

### Regioni di gendarmeria zonale
Dal 2016 la Francia metropolitana è stata suddivisa in 12 regioni amministrative (+ Corsica) e la gendarmeria dipartimentale ha seguito questo modello con 13 regioni di gendarmeria. L'ufficiale generale responsabile di una regione la cui capitale è anche la sede di una Zona di difesa (chiamata Regione Zonale) è a capo di tutte le forze della Gendarmerie mobile di quella regione. Il numero di regioni zonali, scese da 9 a 7 nel 2000, è rimasto invariato nella riforma del 2016.

### Raggruppamenti di gendarmeria mobile
Un raggruppamento (in francese: Groupement de gendarmerie mobile o GGM) è un scaglione sotto il comando di un tenente colonnello o di un colonnello "completo". I raggruppamenti sono paragonabili a battaglioni o reggimenti ma, contrariamente a queste unità, la loro dimensione non è standardizzata in quanto comprendono da quattro a dieci squadroni. Laddove la situazione lo giustifichi (grandi manifestazioni o eventi pubblici ecc.), Gli squadroni di diversi raggruppamenti possono essere riuniti in un "Raggruppamento tattico della gendarmeria" (in francese: Groupement tactique de gendarmerie o GTG) sotto il comando operativo di un comandante di raggruppamento. Se necessario, diversi GTG formano un "Gruppo operativo per il mantenimento dell'ordine" (in francese: Groupement opérationnel de maintien de l'ordre o GOMO) sotto il comando di un colonnello a pieno titolo.

### Squadroni di gendarmeria mobile
Uno squadrone di gendarmeria mobile (in francese: Escadron de gendarmerie mobile o EGM) è composto da: ca. 115 membri del personale (comprese donne gendarmi) al comando di un maggiore (in francese: chef d'escadron) o di un capitano (in francese: capitaine). Lo squadrone è organizzato come segue:
- Un plotone di quartier generale (in francese: Peloton hors rang) responsabile dell'amministrazione e della logistica.
- Quattro plotoni di linea di cui tre regolari e un plotone di "intervento". Il plotone di intervento (Peloton d'Intervention o PI) è specializzato in difficili missioni antisommossa come l'arresto di manifestanti violenti, ecc. Inoltre rafforza la gendarmerie départementale negli arresti ad alto rischio. È formato da 18 gendarmi, le cui missioni particolari (arresti, scorte ...) richiedono addestramento e attrezzature specializzate.

Esistono due tipi di squadroni della GM: squadroni regolari e squadroni corazzati del raggruppamento corazzato equipaggiati con veicoli corazzati a ruote VBRG (in francese: Véhicule Blindé à roues de la Gendarmerie).
In una missione di ordine pubblico, uno squadrone schiera tipicamente 3 o 4 plotoni (6 o 8 furgoni) e un veicolo di comando.
Ogni squadrone (EGM) è identificato da un numero di tre cifre, ad esempio: EGM 15/6 a Nîmes.
- 1ª cifra = numero del raggruppamento di cellulari nella regione.
- 2ª cifra = numero dello squadrone nel raggruppamento.
- 3ª cifra = numero della regione zonale.

### Groupe d'intervention de la Gendarmerie nationale (GIGN)
Il Groupe d'intervention de la Gendarmerie nationale è l'unità d'élite per le operazioni speciali della Gendarmerie nationale francese. Le sue missioni includono la lotta al terrorismo, il salvataggio di ostaggi, la sorveglianza delle minacce nazionali, la protezione dei funzionari governativi e la lotta alla criminalità organizzata.
Pur facente parte amministrativamente della Gendarmeria mobile, il GIGN è infatti un'unità indipendente che fa capo direttamente al Direttore generale della Gendarmerie nationale (DGGN) ovvero il capo di stato maggiore della Gendarmerie. La DGGN può farsi carico di una grave crisi; tuttavia, la maggior parte delle missioni quotidiane sono condotte a sostegno delle unità locali della Gendarmerie départementale.
Oltre all'unità principale, con sede a Satory (Versailles vicino a Parigi), ci sono sei filiali regionali GIGN, ciascuna collegata amministrativamente a un separato gruppo di gendarmeria mobile. Sono sotto il controllo operativo delle loro regioni zonali e operano sotto la supervisione del GIGN. Ci sono anche sette ulteriori filiali regionali del GIGN situate nei principali dipartimenti e regioni francesi d'oltremare ma, sebbene la maggior parte dei gendarmi assegnati a queste unità provenga dalla gendarmeria mobile, appartengono alla gendarmeria d'oltremare per la durata del loro incarico.